# 15 años de éxitos rancheros
15 Años De Éxitos Rancheros  es un álbum recopilatorio que contiene las canciones más famosas del género ranchero del cantautor mexicano Juan Gabriel, lanzado al mercado por RCA Records en 1986. Está formada parte de la lista de Los 100 discos que debes tener antes del fin del mundo, publicada en el año 2012 por Sony Music.

## Canciones
- No vale la pena
- Se me olvidó otra vez
- La muerte del palomo
- Que chasco me llevé
- La farsante
- Ases y tercia de reyes
- Con todo y mi tristeza
- Lágrimas y lluvia
- La diferencia
- Caray
- Te voy a olvidar
- Inocente pobre amigo
- Ya no vuelvo a molestar
- Mis ojos tristes
- Con un poco de amor